# Station Stare Jabłonki
Station Stare Jabłonki is een spoorwegstation in de Poolse plaats Stare Jabłonki.